# Хоральна синагога (Сімферополь)
Хоральна синагога — зруйнована будівля синагоги, що знаходилася на проспекті Кірова у Старому місті Сімферополя, у Київському районі міста. Зведена 1881 року, знесена 1975 року.

## Історія

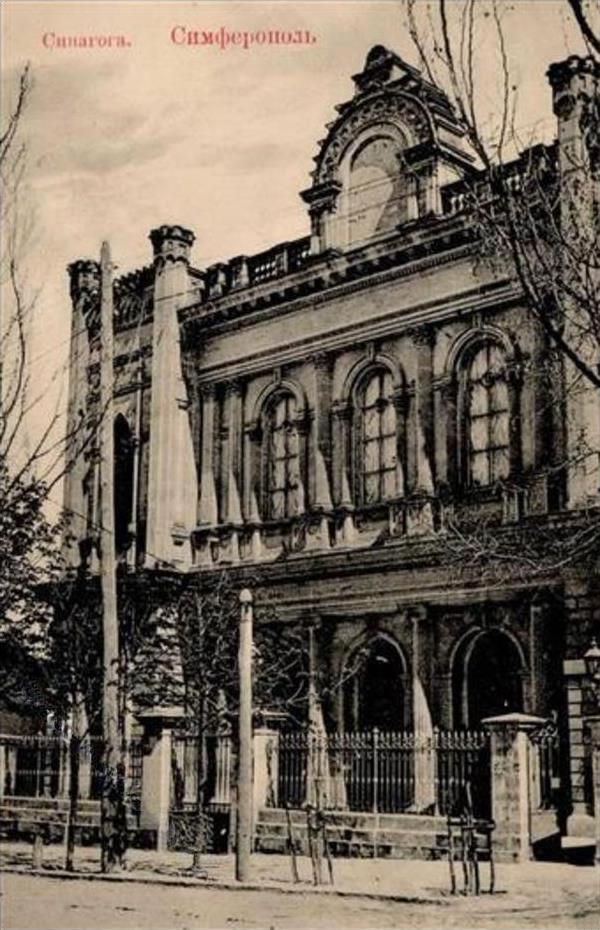
Фото між 1910 та 1916 роками.

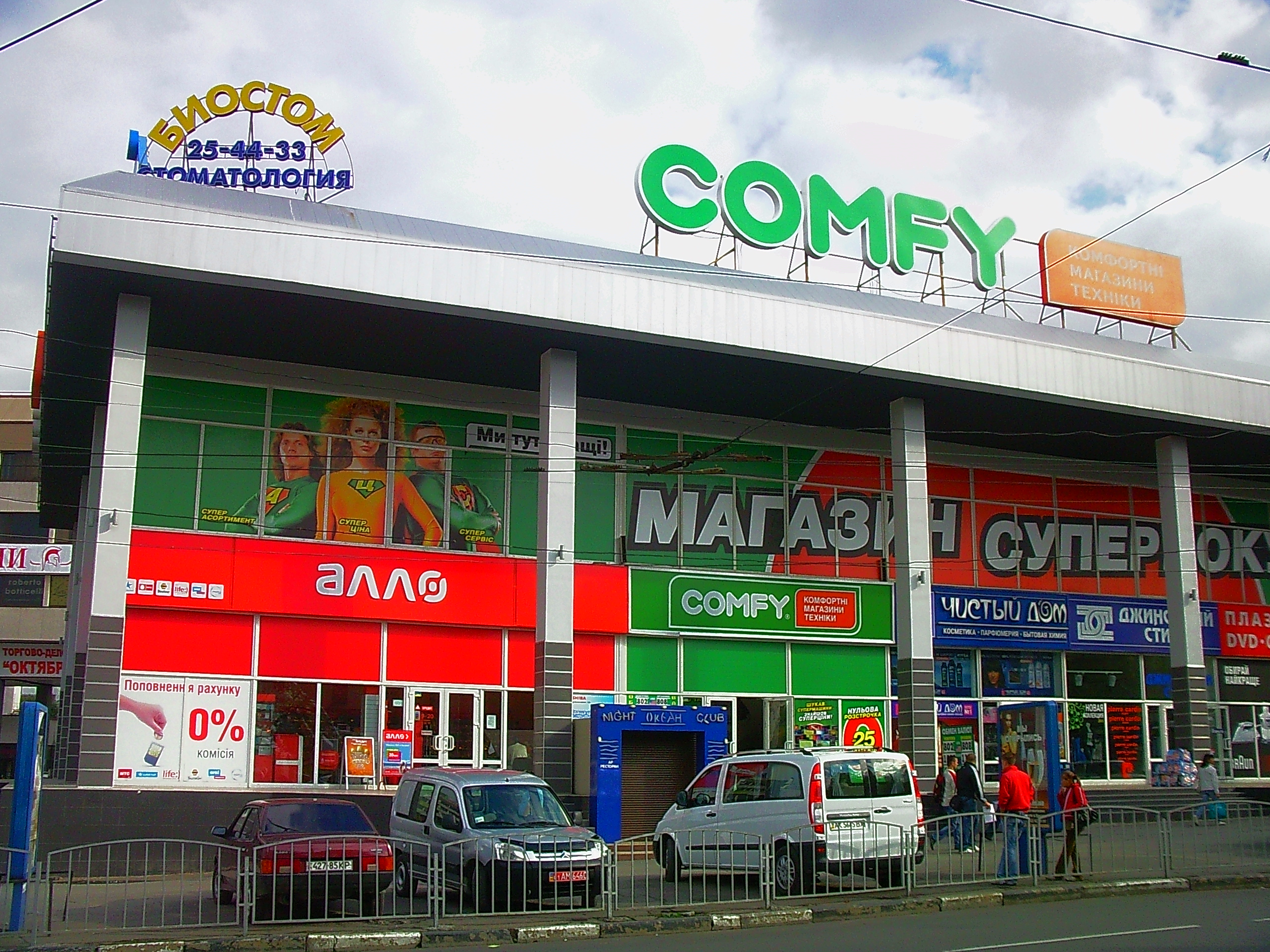
Магазин «Океан» на місті синагоги, 2011 рік.

У 1881 році звели Хоральну синагогу, адже 9 % (2709 осіб) тодішніх містян були євреями. У цій синагозі була велика зала з балконами для жінок, хор із семи співаків (тому синагога і називалася хоральною). Розташовувалася вона на вулиці Салгирній. Загалом у місті до Перших визвольних змагань налічувалося 12 синагог.
Синагогу закрили у квітні 1923 року, у будівлі розмістівся клуб працівників промислової кооперації.
Будинок синагоги пережив Другу світову війну, німці влаштували там клуб.
Після війни у будівлі зробили склад.
1965 року сталася пожежа, внутрішнє оздоблення згоріло, але стіни витримали.
Остаточно синагогу знесли в 1975 році, під час реконструкції цієї частини міста, а роком раніше не стало католицького костелу, що стояв поруч.

На місці синагоги та костелу звели двоповерхову будівлю з величезними вікнами — магазин «Океан», де торгували живою, мороженою та консервованою рибою.